# (251485) Bois-d'Amont
Pour les articles homonymes, voir Bois-d'Amont.
(251485) Bois-d'Amont est un astéroïde de la ceinture principale.

## Découverte et dénomination
(251485) Bois-d'Amont a été découvert par Peter Kocher le 2 mars 2008 à l'Observatoire d'Épendes (canton de Fribourg, Suisse), et nommé en l'honneur de la commune de Bois-d'Amont, dont Épendes fait partie depuis 2020.

## Caractéristiques
L'orbite de (251485) Bois-d'Amont est caractérisée par un demi-grand axe de 2,70 ua, une excentricité de 0,044 et une inclinaison de 6,2° par rapport à l'écliptique.